# FC Metz - RC Strasbourg en football
Les matchs Metz-Strasbourg, ou Strasbourg-Metz suivant l'équipe qui reçoit, est une rivalité footballistique également connue sous le nom de Derby de l'Est. Les deux clubs sont respectivement ceux des villes de Metz, le Football Club de Metz créé en 1919, et de Strasbourg, le Racing Club de Strasbourg créé en 1906. Ils sont basés dans les anciens chefs-lieux de la région Lorraine et de la région Alsace, deux villes voisines distantes de 130 km et qui partagent une histoire commune au sein de l'Alsace-Lorraine au cours des XIXe et XXe siècles. La rivalité entre les deux équipes est renforcée par leur parcours sportif, assez similaire depuis 1919.
Sur les 114 matchs comptabilisés en compétition officielle à l'issue de la saison 2010-2011, dont 92 en première division (nommée Division 1 puis Ligue 1), les Mosellans totalisent 48 victoires et les Alsaciens 32. De nombreux joueurs et plusieurs entraîneurs ont l'occasion de porter le maillot du FC Metz et du RC Strasbourg au cours de leur carrière professionnelle. Les plus grandes affluences sont dénombrées au stade de la Meinau à Strasbourg, avec notamment 36 229 spectateurs lors de la demi-finale de la Coupe de France 1994-1995 et 33 518 spectateurs au cours du championnat de France 1978-1979 remporté par le Racing.

## Historique
Le Racing Club de Strasbourg est créé en 1906 sous la dénomination FC Neudorf, alors que le Football Club de Metz est fondé plus tard en 1919 en tant que Cercle athlétique messin. Ces deux clubs deviennent rapidement les plus importantes associations de football de leur ville respective, Strasbourg et Metz, qui partagent une histoire commune au sein de l'Alsace-Lorraine au cours des XIXe et XXe siècles.
La rivalité entre les deux équipes est renforcée par leur parcours sportif, assez similaire de 1919 à 2010. Les deux clubs évoluent dans les années 1920 dans des championnats différents, jouant les premiers rôles dans les compétitions de la Ligue lorraine de football et dans celles de la Ligue d'Alsace. En 1927, Metz, sous la dénomination Cercle athlétique messin, et Strasbourg se rencontrent pour l'attribution du titre de champion de France amateur. Le premier derby en championnat a lieu lors de la première édition de la Division 2 en 1933-1934. À partir de 1935 et à l'exception de la période de la Seconde Guerre mondiale pendant laquelle ils sont affectés à des championnats différents - la Gauliga Westmark et la Gauliga Elsass -, les clubs mosellan et alsacien se rencontrent régulièrement en Division 1, renommée Ligue 1 en 2002. Depuis le déclin sportif conjugué des deux clubs à la fin des années 2000, le derby a eu lieu plusieurs fois en Ligue 2.

## Résultats sportifs

### Championnat

#### Rencontres à enjeu
Lors du championnat de Division 1 1978-1979, le derby RC Strasbourg - FC Metz a lieu à la sixième journée et oppose les deux premiers au classement. Après avoir battu deux favoris au titre, le FC Nantes et l'AS Monaco, le Racing est en tête du championnat pour la première fois depuis 1934. Le rival lorrain est deuxième au classement à égalité de points. Malgré les vacances estivales, 33 518 spectateurs se rendent au stade de la Meinau. Ceci constitue un nouveau record d'affluence pour Strasbourg après les 33 209 spectateurs du match contre Saint-Étienne en août 1972. Les Messins jouent depuis le début de saison un football de qualité avec notamment Wim Suurbier, récent finaliste de la Coupe du monde avec l'équipe des Pays-Bas, l'international polonais Henryk Kasperczak et de jeunes joueurs talentueux comme le défenseur Patrick Battiston. L'équipe strasbourgeoise, qualifiée ce soir-là d'impressionnante par les médias, parvient néanmoins à prendre le dessus pour remporter un large succès 3-0 sur des buts de Roland Wagner, Albert Gemmrich et Jean-Jacques Marx. Le match retour à Metz est également remporté par les Alsaciens 2-1 qui gagnent finalement le titre de champion de France 1979.
En mai 2007, le 96e derby en championnat est une rencontre au sommet de la Ligue 2. À deux jours de la fin de la compétition, le FC Metz est en effet déjà assuré de la remontée en Ligue 1 et du titre, alors que Strasbourg a encore besoin d'une victoire pour également regagner sa place en division supérieure, un an après l'avoir quittée,. La rencontre se joue à guichet fermé dans un stade de la Meinau plein. Renaud Cohade ouvre le score en début de match d'un tir croisé de 25 mètres qui finit sa course dans le petit filet du but messin. Les Lorrains égalisent à 1-1 six minutes plus tard par Sébastien Bassong à la suite d'un coup franc. À la 21e minute de jeu, c'est Éric Mouloungui qui redonne un avantage définitif au Racing 2-1 en trompant le gardien de but messin Christophe Marichez sur une passe d'Hervé Tum. Cette victoire dans le derby permet au Racing de suivre les grenats messins en Ligue 1,.
Deux ans plus tard, les deux clubs se retrouvent à la Meinau pour le compte de la 33e journée de Ligue 2 2008-2009. La rencontre est importante pour la remontée en Ligue 1 : respectivement deuxième et troisième, Metz et Strasbourg sont directement sous la menace de l'US Boulogne Côte d'Opale, du Tours Football Club et de Montpellier Hérault,. Aucune équipe ne parvient à prendre l'avantage et le derby se termine sur le score de 0-0. Les trois poursuivants remportent eux leur match respectif et Strasbourg est éjecté du podium. En fin de saison, Strasbourgeois et Messins doivent se contenter des quatrième et cinquième places au classement, les privant d'une remontée en Ligue 1.
En 2009-2010, le dernier derby en date voit deux clubs dans des situations opposées s'affronter. Le FC Metz vise la remontée en Ligue 1, tandis que le Racing lutte contre la relégation. En cas de victoire messine, le club grenat, alors troisième, ferait un pas supplémentaire vers la Ligue 1. En cas de victoire strasbourgeoise, le club ciel-et-blanc s'éloignerait des risques de relégation. Le défenseur strasbourgeois Milovan Sikimic déclare alors « les Messins veulent monter ? Nous allons les en empêcher ». La confrontation, globalement dominée par le FC Metz, voit pourtant le RCS prendre l'avantage dès la 31e minute grâce à un but de Basile De Carvalho. Les Messins égalisent à la 55e minute par Victor Mendy. Ainsi, le FC Metz reste sur le podium, et le RC Strasbourg reste à 5 points du premier relégable. Finalement, si le RC Strasbourg est relégué en National pour la première fois de son histoire, le FC Metz termine quatrième et ne monte pas en Ligue 1.

#### Liste des rencontres
Le tableau suivant liste les résultats des différents derbys en championnat entre le FC Metz et le RC Strasbourg.
| Saison    | Champ.     | Match | Rencontre               | Rés. | Date              | Buteur(s) pour Metz                                  | Buteur(s) pour Strasbourg                                               | Affluence | Réf.      |
| --------- | ---------- | ----- | ----------------------- | ---- | ----------------- | ---------------------------------------------------- | ----------------------------------------------------------------------- | --------- | --------- |
| 1933-1934 | Division 2 | 1     | RC Strasbourg - FC Metz | 4-0  | 24 septembre 1933 | -                                                    | Keller (12e), Presch (49e, 79e), Hummel (64e)                           | 6 000     | [ m 1 ]   |
| 1933-1934 | Division 2 | 2     | FC Metz - RC Strasbourg | 1-2  | 14 janvier 1934   | nc                                                   | nc                                                                      | nc        | [ m 2 ]   |
| 1935-1936 | Division 1 | 3     | CS Metz - RC Strasbourg | 5-1  | 13 octobre 1935   | nc                                                   | nc                                                                      | 14 000    | [ m 3 ]   |
| 1935-1936 | Division 1 | 4     | RC Strasbourg - CS Metz | 4-0  | 5 avril 1936      | -                                                    | nc                                                                      | 13 000    | [ m 4 ]   |
| 1936-1937 | Division 1 | 5     | FC Metz - RC Strasbourg | 0-0  | 8 novembre 1936   | -                                                    | -                                                                       | 12 000    | [ m 5 ]   |
| 1936-1937 | Division 1 | 6     | RC Strasbourg - FC Metz | 1-1  | 18 avril 1937     | nc                                                   | nc                                                                      | 10 000    | [ m 6 ]   |
| 1937-1938 | Division 1 | 7     | RC Strasbourg - FC Metz | 1-1  | 29 août 1937      | nc                                                   | nc                                                                      | 8 000     | [ m 7 ]   |
| 1937-1938 | Division 1 | 8     | FC Metz - RC Strasbourg | 4-0  | 16 janvier 1938   | nc                                                   | -                                                                       | nc        | [ m 8 ]   |
| 1938-1939 | Division 1 | 9     | FC Metz - RC Strasbourg | 2-1  | 11 septembre 1938 | nc                                                   | nc                                                                      | 8 000     | [ m 9 ]   |
| 1938-1939 | Division 1 | 10    | RC Strasbourg - FC Metz | 0-0  | 15 janvier 1939   | -                                                    | -                                                                       | 8 600     | [ m 10 ]  |
| 1945-1946 | Division 1 | 11    | RC Strasbourg - FC Metz | 0-2  | 9 décembre 1945   | nc                                                   | -                                                                       | 6 000     | [ m 11 ]  |
| 1945-1946 | Division 1 | 12    | FC Metz - RC Strasbourg | 1-3  | 19 mai 1946       | nc                                                   | nc                                                                      | 5 000     | [ m 12 ]  |
| 1946-1947 | Division 1 | 13    | RC Strasbourg - FC Metz | 2-2  | 1er décembre 1946 | nc                                                   | nc                                                                      | 18 435    | [ m 13 ]  |
| 1946-1947 | Division 1 | 14    | FC Metz - RC Strasbourg | 0-2  | 16 février 1947   | -                                                    | nc                                                                      | 12 000    | [ m 14 ]  |
| 1947-1948 | Division 1 | 15    | FC Metz - RC Strasbourg | 4-1  | 18 septembre 1947 | nc                                                   | nc                                                                      | 8 000     | [ m 15 ]  |
| 1947-1948 | Division 1 | 16    | RC Strasbourg - FC Metz | 8-4  | 4 mars 1948       | nc                                                   | nc                                                                      | 9 500     | [ m 16 ]  |
| 1948-1949 | Division 1 | 17    | RC Strasbourg - FC Metz | 2-1  | 31 octobre 1948   | nc                                                   | nc                                                                      | 9 724     | [ m 17 ]  |
| 1948-1949 | Division 1 | 18    | FC Metz - RC Strasbourg | 3-0  | 6 mars 1949       | nc                                                   | -                                                                       | 9 100     | [ m 18 ]  |
| 1949-1950 | Division 1 | 19    | RC Strasbourg - FC Metz | 2-1  | 26 décembre 1949  | nc                                                   | nc                                                                      | 10 708    | [ m 19 ]  |
| 1949-1950 | Division 1 | 20    | FC Metz - RC Strasbourg | 6-3  | 21 mai 1950       | nc                                                   | nc                                                                      | 3 500     | [ m 20 ]  |
| 1951-1952 | Division 1 | 21    | RC Strasbourg - FC Metz | 1-2  | 30 septembre 1951 | nc                                                   | nc                                                                      | 16 656    | [ m 21 ]  |
| 1951-1952 | Division 1 | 22    | FC Metz - RC Strasbourg | 2-0  | 11 février 1952   | nc                                                   | -                                                                       | 6 690     | [ m 22 ]  |
| 1953-1954 | Division 1 | 23    | FC Metz - RC Strasbourg | 2-1  | 11 octobre 1953   | nc                                                   | nc                                                                      | 10 093    | [ m 23 ]  |
| 1953-1954 | Division 1 | 24    | RC Strasbourg - FC Metz | 2-2  | 31 janvier 1954   | nc                                                   | nc                                                                      | 6 001     | [ m 24 ]  |
| 1954-1955 | Division 1 | 25    | FC Metz - RC Strasbourg | 3-3  | 5 décembre 1954   | nc                                                   | nc                                                                      | 7 128     | [ m 25 ]  |
| 1954-1955 | Division 1 | 26    | RC Strasbourg - FC Metz | 3-3  | 22 mai 1955       | nc                                                   | nc                                                                      | 9 110     | [ m 26 ]  |
| 1955-1956 | Division 1 | 27    | FC Metz - RC Strasbourg | 2-2  | 27 novembre 1955  | nc                                                   | nc                                                                      | 7 129     | [ m 27 ]  |
| 1955-1956 | Division 1 | 28    | RC Strasbourg - FC Metz | 3-1  | 12 février 1956   | nc                                                   | nc                                                                      | 4 185     | [ m 28 ]  |
| 1956-1957 | Division 1 | 29    | RC Strasbourg - FC Metz | 1-0  | 16 décembre 1956  | -                                                    | nc                                                                      | 6 793     | [ m 29 ]  |
| 1956-1957 | Division 1 | 30    | FC Metz - RC Strasbourg | 2-0  | 27 janvier 1957   | nc                                                   | -                                                                       | 5 901     | [ m 30 ]  |
| 1960-1961 | Division 2 | 31    | FC Metz - RC Strasbourg | 1-1  | 11 décembre 1960  | Pierre Tillon (70e)                                  | Charles Isel (3e)                                                       | 6 857     | [ m 31 ]  |
| 1960-1961 | Division 2 | 32    | RC Strasbourg - FC Metz | 0-1  | 30 avril 1961     | Roland Masucci (45e)                                 | -                                                                       | 15 282    | [ m 32 ]  |
| 1961-1962 | Division 1 | 33    | RC Strasbourg - FC Metz | 0-1  | 1er octobre 1961  | Alexandre Bebnowski (33e)                            | -                                                                       | 6 924     | [ m 33 ]  |
| 1961-1962 | Division 1 | 34    | FC Metz - RC Strasbourg | 2-0  | 14 avril 1962     | nc                                                   | -                                                                       | 4 231     | [ m 34 ]  |
| 1967-1968 | Division 1 | 35    | RC Strasbourg - FC Metz | 0-0  | 11 novembre 1967  | -                                                    | -                                                                       | 11 558    | [ m 35 ]  |
| 1967-1968 | Division 1 | 36    | FC Metz - RC Strasbourg | 1-0  | 4 mai 1968        | Szczepaniak (81)                                     | -                                                                       | 11 382    | [ m 36 ]  |
| 1968-1969 | Division 1 | 37    | FC Metz - RC Strasbourg | 2-0  | 21 septembre 1968 | Léonard (45, 62)                                     | -                                                                       | 10 346    | [ m 37 ]  |
| 1968-1969 | Division 1 | 38    | RC Strasbourg - FC Metz | 1-1  | 2 février 1969    | Hausser (2)                                          | Piat (55 sp)                                                            | 10 970    | [ m 38 ]  |
| 1969-1970 | Division 1 | 39    | FC Metz - RC Strasbourg | 2-2  | 21 août 1969      | Vicq (61), Lassalette (64)                           | Kaniber (29), Boucher (58)                                              | 15 000    | [ m 39 ]  |
| 1969-1970 | Division 1 | 40    | RC Strasbourg - FC Metz | 2-0  | 9 mai 1970        | -                                                    | Molitor (21), Piat (65 sp)                                              | 14 016    | [ m 40 ]  |
| 1970-1971 | Division 1 | 41    | RC Strasbourg - FC Metz | 2-1  | 19 septembre 1970 | Hausser (25)                                         | Kaniber (65, 70)                                                        | 20 004    | [ m 41 ]  |
| 1970-1971 | Division 1 | 42    | FC Metz - RC Strasbourg | 2-1  | 21 mars 1971      | Piasecki (8), Sondergaard (57)                       | Osim (55)                                                               | 9 516     | [ m 42 ]  |
| 1972-1973 | Division 1 | 43    | FC Metz - RC Strasbourg | 1-1  | 26 août 1972      | Castellan (30)                                       | Molitor (55)                                                            | 16 137    | [ m 43 ]  |
| 1972-1973 | Division 1 | 44    | RC Strasbourg - FC Metz | 0-1  | 21 janvier 1973   | Deferrez (57)                                        | -                                                                       | 10 989    | [ m 44 ]  |
| 1973-1974 | Division 1 | 45    | FC Metz - RC Strasbourg | 2-0  | 24 août 1973      | Braun (68, 72)                                       | -                                                                       | 12 418    | [ m 45 ]  |
| 1973-1974 | Division 1 | 46    | RC Strasbourg - FC Metz | 2-1  | 20 janvier 1974   | Coustillet (81)                                      | Roy (38), Gemmrich (67)                                                 | 13 161    | [ m 46 ]  |
| 1974-1975 | Division 1 | 47    | RC Strasbourg - FC Metz | 3-0  | 1er novembre 1974 | -                                                    | Ehrlacher (51), Spiegel (71), Guiot (87)                                | 12 854    | [ m 47 ]  |
| 1974-1975 | Division 1 | 48    | FC Metz - RC Strasbourg | 2-1  | 5 avril 1975      | Curioni (9), Braun (88)                              | Deutschmann (27 sp)                                                     | 13 935    | [ m 48 ]  |
| 1975-1976 | Division 1 | 49    | RC Strasbourg - FC Metz | 1-2  | 8 novembre 1975   | Zénier (25), Braun (80)                              | Tanter (84)                                                             | 9 575     | [ m 49 ]  |
| 1975-1976 | Division 1 | 50    | FC Metz - RC Strasbourg | 5-0  | 15 avril 1976     | Jenny (23), Dehon (30), Braun (47), Curioni (87, 89) | -                                                                       | 9 256     | [ m 50 ]  |
| 1977-1978 | Division 1 | 51    | RC Strasbourg - FC Metz | 5-1  | 30 septembre 1977 | Braun (68)                                           | Specht (7), Piasecki (24), Domenech (49), Ehrlacher (73), Gemmrich (89) | 26 888    | [ m 51 ]  |
| 1977-1978 | Division 1 | 52    | FC Metz - RC Strasbourg | 0-0  | 15 février 1978   | -                                                    | -                                                                       | 11 153    | [ m 52 ]  |
| 1978-1979 | Division 1 | 53    | RC Strasbourg - FC Metz | 3-0  | 18 août 1978      | -                                                    | Wagner (10), Gemmrich (71), Marx (74)                                   | 33 518    | [ m 53 ]  |
| 1978-1979 | Division 1 | 54    | FC Metz - RC Strasbourg | 1-2  | 16 décembre 1978  | Remy (86)                                            | Gemmrich (19), Toko (84)                                                | 17 720    | [ m 54 ]  |
| 1979-1980 | Division 1 | 55    | RC Strasbourg - FC Metz | 3-2  | 3 août 1979       | Battiston (51), Zaremba (86)                         | Rey (12 csc), Bianchi (68), Piasecki (82)                               | 25 648    | [ m 55 ]  |
| 1979-1980 | Division 1 | 56    | FC Metz - RC Strasbourg | 0-0  | 8 décembre 1979   | -                                                    | -                                                                       | 8 648     | [ m 56 ]  |
| 1980-1981 | Division 1 | 57    | FC Metz - RC Strasbourg | 4-1  | 22 août 1980      | Riedl (56, 90), Polaniok (79), Piette (82)           | Specht (42)                                                             | 11 780    | [ m 57 ]  |
| 1980-1981 | Division 1 | 58    | RC Strasbourg - FC Metz | 3-3  | 24 janvier 1981   | Wiss (44), Hinschberger (46, 54)                     | Piasecki (77, 83 sp), Schaer (80)                                       | 7 000     | [ m 58 ]  |
| 1981-1982 | Division 1 | 59    | FC Metz - RC Strasbourg | 0-0  | 10 novembre 1981  | -                                                    | -                                                                       | 6 026     | [ m 59 ]  |
| 1981-1982 | Division 1 | 60    | RC Strasbourg - FC Metz | 0-1  | 23 avril 1982     | Morgante (15)                                        | -                                                                       | 6 591     | [ m 60 ]  |
| 1982-1983 | Division 1 | 61    | FC Metz - RC Strasbourg | 1-1  | 24 août 1982      | Krimau (25)                                          | Piasecki (32)                                                           | 13 378    | [ m 61 ]  |
| 1982-1983 | Division 1 | 62    | RC Strasbourg - FC Metz | 2-1  | 15 janvier 1983   | Loiseau (90 sp)                                      | Schaer (20), Rouyer (65)                                                | 4 444     | [ m 62 ]  |
| 1983-1984 | Division 1 | 63    | FC Metz - RC Strasbourg | 0-1  | 22 octobre 1983   | -                                                    | Nielsen (55)                                                            | 8 201     | [ m 63 ]  |
| 1983-1984 | Division 1 | 64    | RC Strasbourg - FC Metz | 0-0  | 31 mars 1984      | -                                                    | -                                                                       | 3 798     | [ m 64 ]  |
| 1984-1985 | Division 1 | 65    | RC Strasbourg - FC Metz | 4-1  | 21 août 1984      | Micciche (90)                                        | Kelsch (12, 63), Soler (51), Souto (55)                                 | 14 259    | [ m 65 ]  |
| 1984-1985 | Division 1 | 66    | FC Metz - RC Strasbourg | 1-0  | 14 décembre 1984  | Deza (67)                                            | -                                                                       | 7 903     | [ m 66 ]  |
| 1985-1986 | Division 1 | 67    | FC Metz - RC Strasbourg | 0-0  | 15 août 1985      | -                                                    | -                                                                       | 16 447    | [ m 67 ]  |
| 1985-1986 | Division 1 | 68    | RC Strasbourg - FC Metz | 0-0  | 22 décembre 1985  | -                                                    | -                                                                       | 9 971     | [ m 68 ]  |
| 1988-1989 | Division 1 | 69    | RC Strasbourg - FC Metz | 1-2  | 17 septembre 1988 | Gaillot (53), van der Elst (89)                      | Gillot (43)                                                             | 9 300     | [ m 69 ]  |
| 1988-1989 | Division 1 | 70    | FC Metz - RC Strasbourg | 1-1  | 18 mars 1989      | Micciche (81)                                        | Mège (45 sp)                                                            | 6 340     | [ m 70 ]  |
| 1992-1993 | Division 1 | 71    | RC Strasbourg - FC Metz | 1-1  | 2 septembre 1992  | Séchet (55)                                          | Lebœuf (63 sp)                                                          | 27 589    | [ m 71 ]  |
| 1992-1993 | Division 1 | 72    | FC Metz - RC Strasbourg | 3-0  | 30 janvier 1993   | Chanlot (49), Zitelli (66), Huysman (84)             | -                                                                       | 10 480    | [ m 72 ]  |
| 1993-1994 | Division 1 | 73    | RC Strasbourg - FC Metz | 0-0  | 20 novembre 1993  | -                                                    | -                                                                       | 15 861    | [ m 73 ]  |
| 1993-1994 | Division 1 | 74    | FC Metz - RC Strasbourg | 2-1  | 30 avril 1994     | Zitelli (32 sp, 54)                                  | Hughes (2)                                                              | 9 110     | [ m 74 ]  |
| 1994-1995 | Division 1 | 75    | FC Metz - RC Strasbourg | 3-2  | 26 novembre 1994  | Pouget (37), Zitelli (69), Pirès (88)                | Sauzée (21, 40)                                                         | 12 525    | [ m 75 ]  |
| 1994-1995 | Division 1 | 76    | RC Strasbourg - FC Metz | 1-0  | 27 mai 1995       | -                                                    | Baills (32)                                                             | 10 961    | [ m 76 ]  |
| 1995-1996 | Division 1 | 77    | FC Metz - RC Strasbourg | 3-2  | 26 août 1995      | Pouget (15), Isaias (45), Kastendeuch (48 sp)        | Keller (25, 73)                                                         | 19 988    | [ m 77 ]  |
| 1995-1996 | Division 1 | 78    | RC Strasbourg - FC Metz | 1-2  | 20 janvier 1996   | Pouget (4), N'Diaye (73)                             | Sauzée (69)                                                             | 15 559    | [ m 78 ]  |
| 1996-1997 | Division 1 | 79    | FC Metz - RC Strasbourg | 3-1  | 28 août 1996      | Pirès (36, 48, 76)                                   | Rodriguez (56)                                                          | 19 832    | [ m 79 ]  |
| 1996-1997 | Division 1 | 80    | RC Strasbourg - FC Metz | 0-1  | 14 décembre 1996  | Pirès (18)                                           | -                                                                       | 19 681    | [ m 80 ]  |
| 1997-1998 | Division 1 | 81    | RC Strasbourg - FC Metz | 2-0  | 5 octobre 1997    | -                                                    | Nouma (57), Dacourt (70)                                                | 28 907    | [ m 81 ]  |
| 1997-1998 | Division 1 | 82    | FC Metz - RC Strasbourg | 1-0  | 13 février 1998   | Jäger (57)                                           | -                                                                       | 17 196    | [ m 82 ]  |
| 1998-1999 | Division 1 | 83    | RC Strasbourg - FC Metz | 0-0  | 11 septembre 1998 | -                                                    | -                                                                       | 16 745    | [ m 83 ]  |
| 1998-1999 | Division 1 | 84    | FC Metz - RC Strasbourg | 1-0  | 17 janvier 1999   | Boffin (91)                                          | -                                                                       | 18 214    | [ m 84 ]  |
| 1999-2000 | Division 1 | 85    | FC Metz - RC Strasbourg | 0-0  | 10 septembre 1999 | -                                                    | -                                                                       | 22 000    | [ m 85 ]  |
| 1999-2000 | Division 1 | 86    | RC Strasbourg - FC Metz | 1-1  | 15 janvier 2000   | Saha (78)                                            | Zitelli (84)                                                            | 13 082    | [ m 86 ]  |
| 2000-2001 | Division 1 | 87    | FC Metz - RC Strasbourg | 1-0  | 6 septembre 2000  | Baticle (88 sp)                                      | -                                                                       | 16 004    | [ m 87 ]  |
| 2000-2001 | Division 1 | 88    | RC Strasbourg - FC Metz | 3-0  | 11 avril 2001     | -                                                    | -                                                                       |           | [ m 88 ]  |
| 2003-2004 | Ligue 1    | 89    | RC Strasbourg - FC Metz | 0-2  | 25 octobre 2003   | Maoulida (32, 72)                                    | -                                                                       | 21 269    | [ m 89 ]  |
| 2003-2004 | Ligue 1    | 90    | FC Metz - RC Strasbourg | 1-0  | 20 mars 2004      | Méniri (18)                                          | -                                                                       | 15 985    | [ m 90 ]  |
| 2004-2005 | Ligue 1    | 91    | FC Metz - RC Strasbourg | 1-0  | 11 décembre 2004  | Renouard (43)                                        | -                                                                       | 15 452    | [ m 91 ]  |
| 2004-2005 | Ligue 1    | 92    | RC Strasbourg - FC Metz | 3-1  | 14 mai 2005       | Leca (36)                                            | Niang (24), Pagis (75, 91 sp)                                           | 23 959    | [ m 92 ]  |
| 2005-2006 | Ligue 1    | 93    | FC Metz - RC Strasbourg | 0-0  | 20 août 2005      | -                                                    | -                                                                       | 19 626    | [ m 93 ]  |
| 2005-2006 | Ligue 1    | 94    | RC Strasbourg - FC Metz | 2-1  | 14 janvier 2006   | Tum (88)                                             | Le Pen (11 sp), Johansen (36)                                           | 15 343    | [ m 94 ]  |
| 2006-2007 | Ligue 2    | 95    | FC Metz - RC Strasbourg | 4-1  | 8 décembre 2006   | Deroff (19 csc), Gueye (68 sp), Cardy (76, 84)       | Cohade (71 sp)                                                          | 20 014    | [ m 95 ]  |
| 2006-2007 | Ligue 2    | 96    | RC Strasbourg - FC Metz | 2-1  | 18 mai 2007       | Bassong (18)                                         | Cohade (12), Mouloungui (21)                                            | 27 102    | [ m 96 ]  |
| 2007-2008 | Ligue 1    | 97    | FC Metz - RC Strasbourg | 1-2  | 6 octobre 2007    | François (63)                                        | Mouloungui (43), Rentería (52)                                          | 15 140    | [ m 97 ]  |
| 2007-2008 | Ligue 1    | 98    | RC Strasbourg - FC Metz | 2-3  | 8 mars 2008       | Gueye (56), Barbosa (76), N'Diaye (88)               | Diop (37 csc), Santos (83 sp)                                           | 18 545    | [ m 98 ]  |
| 2008-2009 | Ligue 2    | 99    | FC Metz - RC Strasbourg | 3-2  | 17 novembre 2008  | Renouard (34), Cardy (38), Cissé (56)                | Carlier (37, 68)                                                        | 13 468    | [ m 99 ]  |
| 2008-2009 | Ligue 2    | 100   | RC Strasbourg - FC Metz | 0-0  | 27 avril 2009     | -                                                    | -                                                                       | 23 039    | [ m 100 ] |
| 2009-2010 | Ligue 2    | 101   | FC Metz - RC Strasbourg | 1-0  | 30 octobre 2009   | Pied (50)                                            | -                                                                       | 13 979    | [ m 101 ] |
| 2009-2010 | Ligue 2    | 102   | RC Strasbourg - FC Metz | 1-1  | 5 avril 2010      | Mendy (55)                                           | De Carvalho (31)                                                        | 16 814    | [ m 102 ] |
| 2017-2018 | Ligue 1    | 103   | FC Metz - RC Strasbourg | 3-0  | 20 décembre 2017  | Mollet (61), Roux (70), Riviere (83)                 | -                                                                       | 16 874    | [ m 103 ] |
| 2017-2018 | Ligue 1    | 104   | RC Strasbourg - FC Metz | 2-2  | 1er avril 2018    | Riviere (24), Mollet (46)                            | Bahoken (17), Seka (79)                                                 | 25 627    | [ m 104 ] |
| 2019-2020 | Ligue 1    | 105   | RC Strasbourg - FC Metz | 1-1  | 11 août 2019      | Diallo (47)                                          | Thomasson (20)                                                          | 25 476    | [ m 105 ] |
| 2019-2020 | Ligue 1    | 106   | FC Metz - RC Strasbourg | 1-0  | 11 janvier 2020   | Boye (47)                                            | -                                                                       | 18 079    | [ m 106 ] |
| 2020-2021 | Ligue 1    | 107   | RC Strasbourg - FC Metz | 2-2  | 13 décembre 2020  | Bronn (35 sp), Nguette (70)                          | Simakan (66), Thomasson (78)                                            | 0         | [ m 107 ] |
| 2020-2021 | Ligue 1    | 108   | FC Metz - RC Strasbourg | 1-2  | 14 février 2021   | Delaine (16)                                         | Thomasson (32, 83)                                                      | 0         | [ m 108 ] |
| 2021-2022 | Ligue 1    | 109   | RC Strasbourg - FC Metz | 3-0  | 17 septembre 2021 | -                                                    | Ajorque (6), Diallo (26, 40)                                            | 25 437    | [ m 109 ] |
| 2021-2022 | Ligue 1    | 110   | FC Metz - RC Strasbourg | 0-2  | 9 janvier 2022    | -                                                    | Ajorque (50), Aholou (90+1)                                             | 5 000     | [ m 110 ] |
| 2023-2024 | Ligue 1    | 111   | FC Metz - RC Strasbourg | 0-1  | 24 septembre 2023 | -                                                    | Diarra (84)                                                             | 26 661    | [ m 111 ] |
| 2023-2024 | Ligue 1    | 112   | RC Strasbourg - FC Metz | 2-1  | 12 mai 2024       | Mikautadze (54)                                      | Emegha (89), Santos (90+1)                                              | 25 686    | [ m 112 ] |
| 2025-2026 | Ligue 1    | 113   | FC Metz - RC Strasbourg | -    | 17 août 2025      | -                                                    |                                                                         |           |           |
| 2025-2026 | Ligue 1    | 114   | RC Strasbourg - FC Metz | -    | 18 janvier 2026   | -                                                    |                                                                         |           |           |

Légende :

champ. = championnat, csc = contre son camp, nc = non connu, réf. = référence, rés. = résultat, sp = sur penalty, spec. = spectateurs.
- Victoire du FC Metz
- Victoire du RC Strasbourg

### Autres compétitions officielles
La première confrontation entre les deux clubs a lieu lors de la première édition du championnat de France amateur en 1926-1927. Les Lorrains, alors nommés Cercle athlétique messin, se qualifient pour la compétition en tant que champion 1927 de la Ligue de Lorraine de football. Les Alsaciens y participent après leur titre de champion 1927 de la Ligue d'Alsace de football. La compétition est divisée en trois niveaux, soit la Division d'excellence, la Division d'honneur et la Division promotion. Les deux clubs sont affectés à la Division d'honneur qui se joue sous forme de championnat. La rencontre entre le CA messin et le RC Strasbourg est remporté par les Messins, alors que l'AS Valentigney remporte la division.
Les deux clubs se rencontrent à deux reprises en Coupe Charles Drago. Dans l'édition 1960, le RCS domine les Messins au troisième tour 4-3 et avance jusqu'en quart de finale, où il s'incline sur le terrain du Football Club de Sète. Trois ans plus tard, Metz prend sa revanche 2-1 au deuxième tour de la compétition puis est éliminé au tour suivant par le Football Club Sochaux-Montbéliard à l'extérieur.
Au match aller du huitième de finale de Coupe de France 1968-1969, le FC Metz prend l'avantage 2-0 sur le RC Strasbourg grâce à Jacky Lemée et Jean-Marie Marcellin. Au retour, Jacky Lemée entretient l'espoir d'une qualification pour Metz en égalisant à 1-1 à la 17e minute de jeu. En fin de match, les Racingmen Philippe Piat et Emilio Salaber offrent la qualification 4-1 à Strasbourg, qui est éliminé au tour suivant en match d'appui face au CS Sedan-Ardennes.
Les deux clubs se retrouvent en demi-finale de la Coupe de France 1994-1995,. Le FC Metz avait déjà affronté un club alsacien en quart de finale : le 18 mars 1995, les Grenats battent le FC Mulhouse 2-0 grâce à des buts de Cyrille Pouget et Sylvain Kastendeuch.
Le tableau suivant récapitule les rencontres officielles entre Metz et Strasbourg hors championnat. L'équipe indiquée en premier joue à domicile, sauf pour les rencontres de Coupe de France du 7 février 1971 et du 31 janvier 1976 disputées au stade Marcel-Picot dans la proche banlieue de Nancy,, le lieu du match du championnat de France amateur 1926-1927 n'étant lui pas connu.
A noter que la confrontation entre les 2 clubs en Coupe Intertoto 1995-96 est aussi le premier duel franco-français de l'histoire des Coupes d'Europe.
| Saison    | Compétition                            | Rencontre                 | Résultat             | Date             | Buteur(s) pour Metz                                                           | Buteur(s) pour Strasbourg             | Affluence | Réf.      |
| --------- | -------------------------------------- | ------------------------- | -------------------- | ---------------- | ----------------------------------------------------------------------------- | ------------------------------------- | --------- | --------- |
| 1926-1927 | Championnat de France amateur          | CA messin - RC Strasbourg | victoire Metz        | nc               | nc                                                                            | nc                                    | nc        |           |
| 1959-1960 | Coupe Charles Drago, troisième tour    | RC Strasbourg - FC Metz   | 4-3                  | 2 avril 1960     | nc                                                                            | nc                                    | nc        | [ m 117 ] |
| 1962-1963 | Coupe Charles Drago, deuxième tour     | FC Metz - RC Strasbourg   | 2-1                  | 13 mars 1963     | nc                                                                            | nc                                    | nc        | [ m 118 ] |
| 1968-1969 | Coupe de France, 1/8 de finale aller   | FC Metz - RC Strasbourg   | 2-0                  | 2 mars 1969      | Lemée (43), Marcellin (67)                                                    | -                                     | 13 842    | [ m 113 ] |
| 1968-1969 | Coupe de France, 1/8 de finale retour  | RC Strasbourg - FC Metz   | 4-1                  | 9 mars 1969      | Lemée (17)                                                                    | Piat (6, 70), Vicq (30), Salaber (83) | 16 131    | [ m 114 ] |
| 1970-1971 | Coupe de France, 1/32 de finale        | RC Strasbourg - FC Metz   | 2-2, 2-2 ap          | 7 février 1971   | Hausknecht (20), Hausser (67)                                                 | Prou (3, 15)                          | 10 200    | [ m 115 ] |
| 1970-1971 | Coupe de France, 1/32 de finale rejoué | RC Strasbourg - FC Metz   | 2-2, 2-2 ap, 9-8 tab | 17 février 1971  | Bauda (67), Vicq (30)                                                         | Kaniber (25), Prou (41)               | 6 094     | [ m 119 ] |
| 1975-1976 | Coupe de France, 1/32 de finale        | FC Metz - RC Strasbourg   | 2-2, 5-2 ap          | 31 janvier 1976  | Betta (24), Curioni (50), Delpierre (93), Zénier (98), Deutschmann (102, csc) | Gemmrich (67, 86)                     | 9 134     | [ m 116 ] |
| 1994-1995 | Coupe de France, demi-finale           | RC Strasbourg - FC Metz   | 1-0                  | 12 avril 1995    | -                                                                             | Pouliquen (73)                        | 36 229    | [ m 120 ] |
| 1995-1996 | Coupe Intertoto, 1/4 de finale         | FC Metz - RC Strasbourg   | 0-2                  | 2 août 1995      | -                                                                             | Sauzée (78), Mostovoï (90)            | 12 830    | [ m 121 ] |
| 1999-2000 | Coupe de la Ligue, 1/16 de finale      | RC Strasbourg - FC Metz   | 0-0, 0-0 ap, 2-0 tab | 8 janvier 2000   | -                                                                             | -                                     | 12 756    | [ m 122 ] |
| 2007-2008 | Coupe de France, 1/16 de finale        | RC Strasbourg - FC Metz   | 0-3                  | 1er février 2008 | Aguirre (46, 62), Pjanić (90)                                                 | -                                     | 9 305     | [ m 123 ] |

Légende :
ap = après prolongation, csc = contre son camp, nc = non connu, réf. = référence, spec. = spectateurs, tab = tirs au but.
- Victoire du CA messin/FC Metz
- Victoire du RC Strasbourg

### Statistiques
À l'issue de la saison 2010-2011, les statistiques dans les rencontres officielles sont favorables au FC Metz, qui totalise 48 victoires en 114 matchs (42 %), contre 32 victoires pour le RC Strasbourg (28 %) et 34 matchs nul (30 %). Sur les 92 rencontres de Division 1 / Ligue 1, Metz en gagne 39 (42 %) et Strasbourg 25 (27 %). Les deux clubs sont présents ensemble 46 saisons au premier échelon footballistique français, c'est-à-dire en Division 1 ou en Ligue 1, et 5 saisons au deuxième échelon, c'est-à-dire en Division 2 ou en Ligue 2.
La rencontre la plus profilique en buts est le match retour de Division 1 1947-1948, le RC Strasbourg l'emportant à domicile 8-4. La victoire la plus nette au niveau du score est l'œuvre du FC Metz qui bat son rival 5-0 lors de la Division 1 1975-1976.
Le tableau suivant dresse le bilan des confrontations officielles entre Lorrains et Alsaciens. Dans les rencontres à élimination directe, les tirs au but ne sont pas pris en compte et la rencontre est comptabilisée comme match nul.
| Compétition                               | Victoires du FC Metz | Matchs nuls | Victoires du RC Strasbourg | Total |
| ----------------------------------------- | -------------------- | ----------- | -------------------------- | ----- |
| Division 1 / Ligue 1                      | 41                   | 31          | 30                         | 102   |
| Division 2 / Ligue 2                      | 4                    | 3           | 3                          | 10    |
| Coupe de France                           | 3                    | 1           | 3                          | 7     |
| Coupe de la Ligue                         | 0                    | 0           | 1                          | 1     |
| Coupe Intertoto (1995-2008)               | 0                    | 0           | 1                          | 1     |
| Coupe Charles Drago (1953-1965)           | 1                    | 0           | 1                          | 2     |
| Championnat de France amateur (1926-1929) | 1                    | 0           | 0                          | 1     |
| Total                                     | 50                   | 35          | 38                         | 123   |

### Palmarès
Les palmarès des deux clubs sont comparables. Néanmoins, celui du RC Strasbourg est plus garni, le club ayant gagné le Championnat de France de football une fois, en 1979, et le FC Metz n'ayant réussi qu'à décrocher la deuxième place, en 1998, et un titre en Intertoto, compétition jamais gagnée par le FC Metz. De plus, dans les autres compétitions, à l'exception de la Division 2, où les clubs ont autant de titres, le RC Strasbourg a toujours un titre de plus que son rival lorrain.
| Compétition                 | Titre pour le FC Metz | Dernier titre | Titre pour le RC Strasbourg | Dernier titre |
| --------------------------- | --------------------- | ------------- | --------------------------- | ------------- |
| Division 1 / Ligue 1        | 0                     | -             | 1                           | 1979          |
| Division 2 / Ligue 2        | 4                     | 2019          | 3                           | 2017          |
| Coupe de France             | 2                     | 1988          | 3                           | 2001          |
| Coupe de la Ligue           | 1                     | 1996          | 4                           | 2019          |
| Coupe Intertoto (1995-2008) | 0                     | -             | 1                           | 1995          |
| Total                       | 7                     | -             | 11                          | -             |

## Personnalités

### Entraîneurs
Émile Veinante, né à Metz et également joueur au FC Metz dans les années 1920, est le premier à avoir entraîné à la fois le club alsacien et le club lorrain. Après une première expérience sur le banc au Racing Club de Paris, il prend en charge le RC Strasbourg de 1945 à 1947. Après une première saison moyenne, le Racing se classant douzième en championnat, le club retrouve les sommets du football français grâce à Veinante en 1946-1947 : à la clé, une place sur le podium de la Division 1 derrière le Club olympique Roubaix-Tourcoing et le Stade de Reims et une finale de Coupe de France, la deuxième après celle de 1937, perdue face au Lille Olympique Sporting Club. Il est à nouveau sur le banc strasbourgeois en 1948-1949, puis devient en 1950 l'espace d'une saison entraîneur du FC Metz avant de terminer sa carrière à Strasbourg en 1960-1961.
Dans les années 1980, c'est Henryk Kasperczak qui officie dans les deux clubs. Ancien international polonais, il termine sa carrière de footballeur à Metz en 1979 puis y occupe le poste d'entraîneur pendant cinq saisons jusqu'en 1984, remportant la Coupe de France 1983-1984. Il rejoint ensuite l'AS Saint-Étienne puis le RC Strasbourg pour une saison en 1987-1988, club avec lequel il devient championnat de France 1988 de Division 2.
Gilbert Gress, né à Strasbourg et également joueur au RC Strasbourg et international dans les années 1960 et 1970, commence sa carrière d'entraîneur à Strasbourg en 1977. Il y obtient le titre de champion de France 1979 puis, lors d'un deuxième passage de 1991 à 1994, une remontée en Division 1 en 1992. En 2002 il est appelé au chevet du FC Metz, mal en point en championnat, mais ne peut empêcher la relégation des Lorrains en Division 2.
Le plus récent entraîneur à avoir officié dans les deux clubs est Yvon Pouliquen. Ancien joueur de Strasbourg de 1991 à 1996, il y commence sa carrière d'entraîneur en cours de saison 2000-2001. Les Alsaciens sont finalement relégués en Division 2 mais, paradoxalement, remportent la Coupe de France 2000-2001 sous la coupe de Pouliquen. Quelques saisons plus tard, il prend la succession de Francis De Taddeo sur le banc du FC Metz en janvier 2008. Il ne parvient pas à sauver le club de la relégation en Ligue 2 mais réalise cette saison-là à nouveau un bon parcours en Coupe de France en atteignant les quarts de finale.
À l'intersaison 2009, le nouveau président du RC Strasbourg Léonard Specht est à la recherche d'un « homme à poigne » pour faire remonter le club en Ligue 1 et propose le poste à Joël Muller, personnalité emblématique du FC Metz. Celui-ci est en effet au service du club messin tout d'abord comme joueur de 1971 à 1978, puis comme directeur du centre de formation dans les années 1980 et enfin comme entraîneur de 1989 à 2000 puis lors de la saison 2005-2006. Directeur sportif au FC Metz depuis 2006, Muller refuse l'offre de Specht, qui choisit finalement Gilbert Gress pour diriger l'équipe strasbourgeoise.

### Joueurs
Le premier joueur professionnel à quitter le club messin ou strasbourgeois pour rejoindre l'autre est Léon Papas. International amateur français, le gardien de but fait partie de la première équipe professionnelle du RC Strasbourg en Division 2 1933-1934 avant de partir pour Metz en 1936-1937.

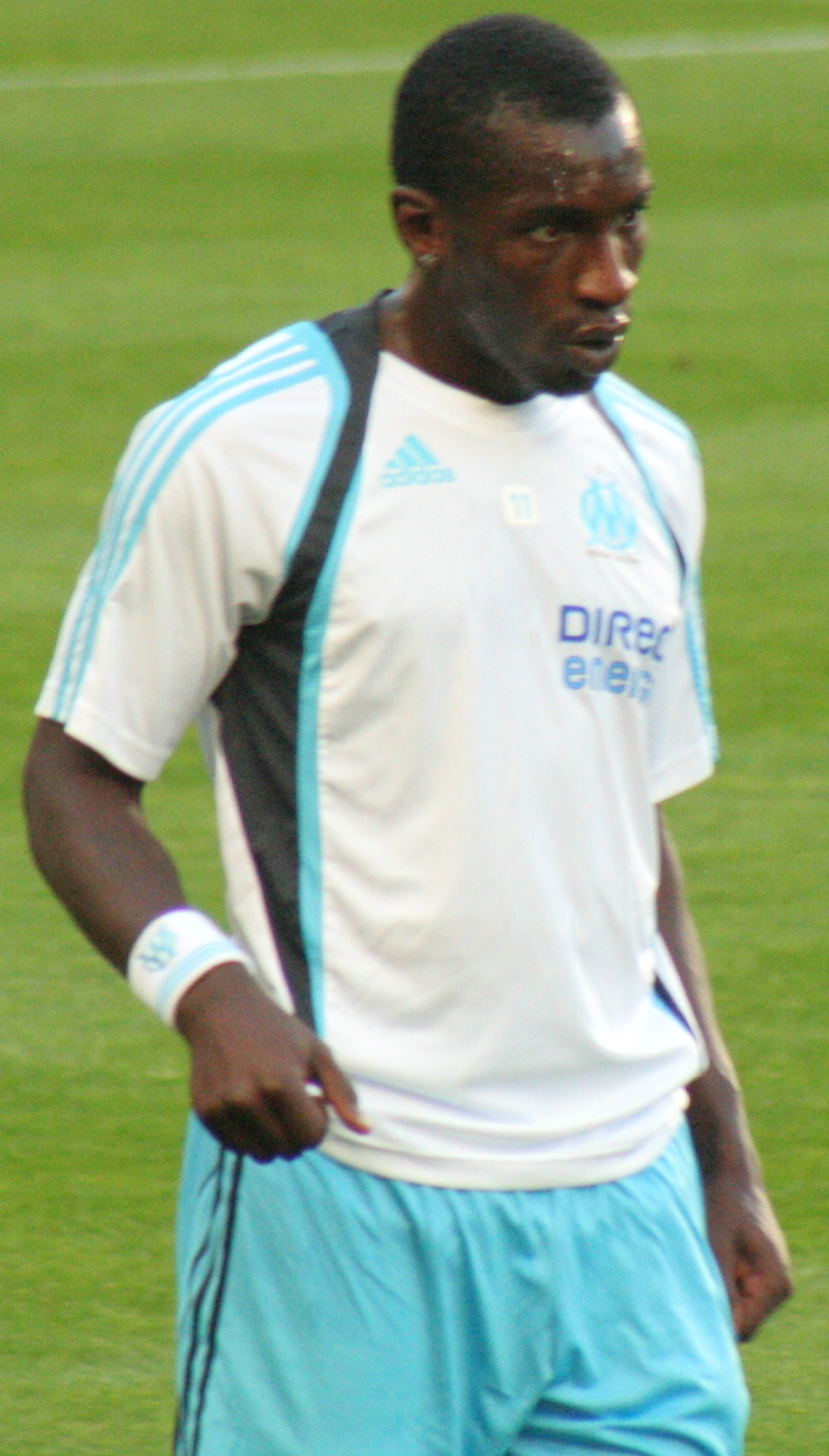
Avant de jouer pour Strasbourg de 2003 à 2005, Mamadou Niang, ici sous le maillot de Marseille en 2010, effectue une demi-saison à Metz.

De nombreux joueurs ont porté les couleurs des deux clubs et joué pour l'équipe professionnelle du FC Metz et du RC Strasbourg. Parmi eux, on compte notamment Johnny Schuth, international avec Strasbourg, dont le père était gardien au FC Metz en 1938, et dont le fils, Philippe Schuth, fut gardien au RC Strasbourg de 1984 à 1987, puis au FC Metz de 1990 à 1992.
| Joueur                 | Saison(s) au FC Metz   | Saison(s) au RC Strasbourg |
| ---------------------- | ---------------------- | -------------------------- |
| Léon Papas             | 1936-1937              | 1933-1936                  |
| Gabriel Braun          | 1945-1946 et 1947-1948 | 1946-1947                  |
| Henri Baillot          | 1945-1950              | 1952-1953                  |
| Maryan Borkowski       | 1949-1951              | 1950-1951 et 1954-1957     |
| Camille Libar          | 1950-1951              | 1947-1948                  |
| Eugène Abautret        | 1950-1951              | 1948-1950                  |
| François Remetter      | 1950-1954              | 1948-1950 et 1960-1964     |
| Antoine Aloni          | 1958-1959              | 1957-1958                  |
| Ernst Stojaspal        | 1961-1962              | 1954-1957                  |
| Robert Szczepaniak     | 1967-1970              | 1962-1967                  |
| Jacky Lemée            | 1967-1970              | 1970-1971                  |
| Gérard Hausser         | 1968-1971              | 1960-1967 et 1971-1974     |
| Jacques Pauvert        | 1968-1973              | 1973-1975                  |
| Patrice Vicq           | 1969-1971              | 1967-1969                  |
| José Lopez             | 1970-1971              | 1966-1970                  |
| Francis Piasecki       | 1970-1971 et 1971-1973 | 1977-1985                  |
| Johnny Schuth          | 1971-1973              | 1961-1971                  |
| André Rey              | 1974-1980              | 1969-1971 et 1972-1974     |
| Michel Sénéchal        | 1977-1978              | 1970-1971 et 1972-1977     |
| José Souto             | 1977-1979 et 1980-1981 | 1984-1986                  |
| André Wiss             | 1980-1981              | 1975-1980                  |
| Philippe Thys          | 1980-1985              | 1993-1996                  |
| Abdelkrim Merry Krimau | 1982-1983              | 1983-1984                  |
| Robert Barraja         | 1983-1985              | 1985-1988                  |
| Éric Pécout            | 1983-1984              | 1984-1986                  |
| Didier Six             | 1985-1986              | 1980-1981 et 1986-1987     |
| Christophe Niesser     | 1988-1990              | 1984-1988                  |
| Philippe Schuth        | 1990-1992              | 1983-1987                  |
| Philippe Flucklinger   | 1991-1994              | 1986-1989                  |
| David Zitelli          | 1992-1995              | 1995-1998 et 1998-2000     |
| Jeff Strasser          | 1993-1999 et 2007-2009 | 2006-2007                  |
| Frédéric Arpinon       | 1995-1997              | 1997-1999                  |
| Bruno Rodriguez        | 1996-1999 et 2003-2004 | 1996-1997                  |
| Stéphane Roda          | 1997-1998              | 2000-2003                  |
| David Régis            | 1998-2000 et 2000-2002 | 1993-1996                  |
| Christophe Eggimann    | 1999-2000              | 2000-2002 et 2002-2003     |
| Gérald Baticle         | 1999-2002              | 1995-1998                  |
| David Klein            | 2000-2001              | 1994-1997 et 2008-2009     |
| Mamadou Niang          | 2002-2003              | 2003-2005                  |
| Pape Thiaw             | 2003-2004              | 2001-2002                  |
| Stéphane Noro          | 2003-2004              | 2010-2011                  |
| Hervé Tum              | 2004-2006              | 2006-2007                  |
| Grégory Paisley        | 2005-2006              | 2007-2009                  |
| Yohan Betsch           | 2006-2008 et 2011-2012 | 2010-2011                  |
| Pape Malick Diop       | 2006-2008              | 2000-2001                  |
| Cyril Chapuis          | 2007-2009              | 2003-2004                  |
| Pascal Johansen        | 2008-2010              | 1997-2002 et 2004-2008     |
| Abdallah Ndour         | 2013-2015              | 2015-2020                  |
| Habib Diallo           | 2015-2020              | 2020-                      |
| Renaud Cohade          | 2016-2020              | 2006-2009                  |
| Eiji Kawashima         | 2016-2018              | 2018-                      |
| Alexandre Oukidja      | 2018-                  | 2014-2018                  |
| Thomas Delaine         | 2019-2023              | 2023-                      |
| Jessy Deminguet        | 2023-2024              | 2024-                      |

## Autour de la rivalité

### Stades et affluences

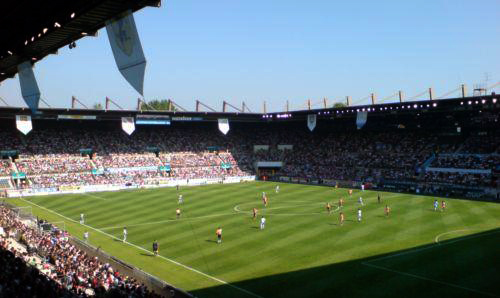
Le stade de la Meinau

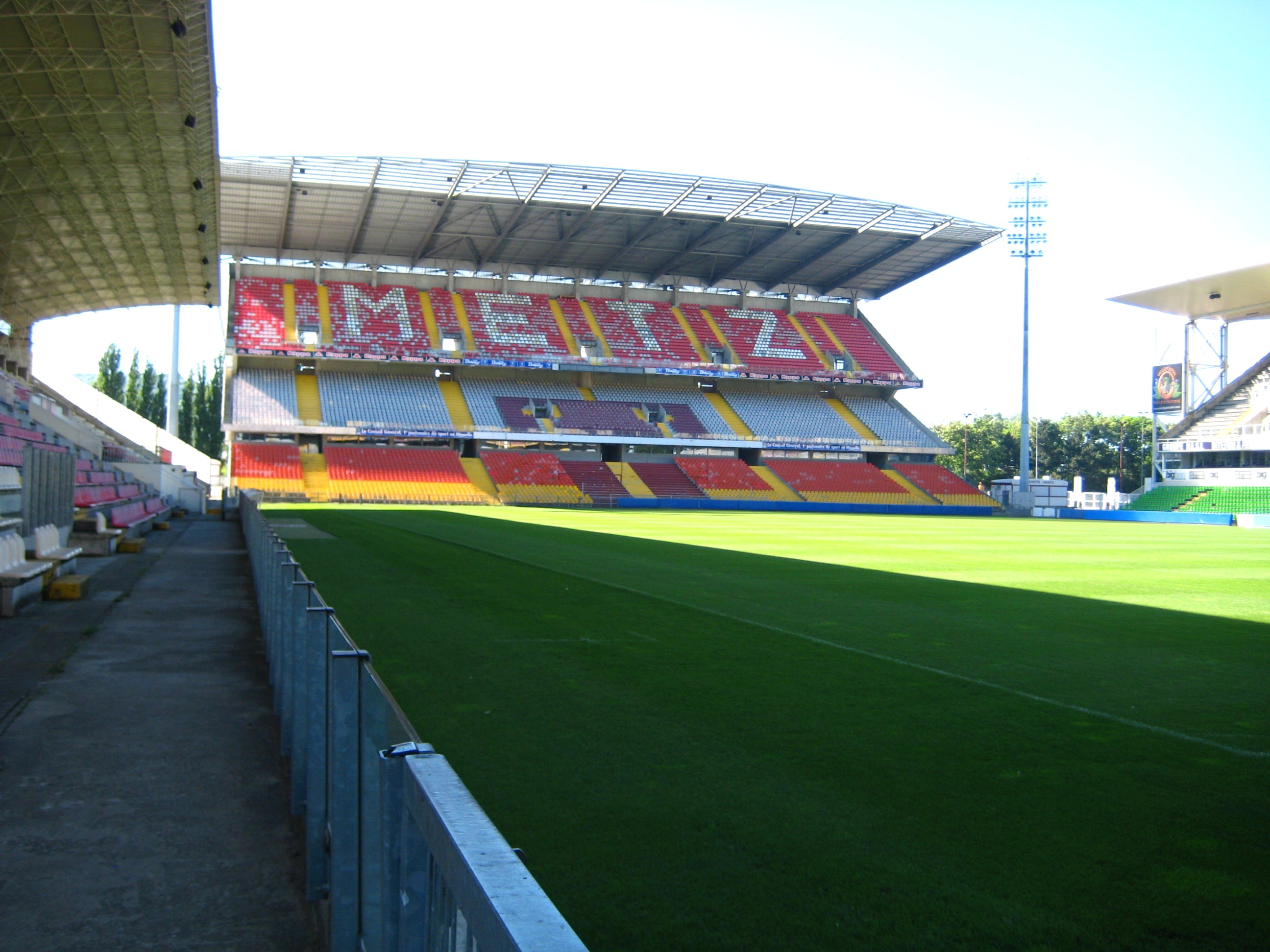
Le stade Saint-Symphorien

Les matchs regroupent souvent un nombre de spectateurs supérieurs à la moyenne dans les tribunes, à l’instar du dernier derby en date, qui rassemble 16 817 spectateurs à la Meinau, contre 11 328 habituellement cette saison.
Les deux stades réguliers sont le Stade Saint-Symphorien de Metz et le Stade de la Meinau de Strasbourg. Ce sont deux grands stades, dans la mesure où ils sont classés respectivement 14e et 13e stades de l'Hexagone, avec une capacité de 26 700 et 29 000 spectateurs. Toutefois, le derby a déjà été disputé dans d'autres stades, Marcel-Picot par exemple en 1976.
La plus grosse affluence au Stade de la Meinau date de 1995 : près de 36 229 spectateurs s'étaient déplacés pour assister à un match de coupe de France remporté par Strasbourg 1 à 0. Au Stade Saint-Symphorien, c'est en l'an 2000, lors d'un match de Division 1, où près de 21 660 spectateurs étaient allés voir les deux clubs jouer. Lors de cette rencontre, aucun des deux clubs ne s'imposa.
En 2008-2009, le derby constitue la meilleure affluence du RC Strasbourg.

### Incidents
En 1995, un supporter alsacien meurt accidentellement alors qu'il se rendait à la finale de la coupe de France jouée au Parc des Princes entre Strasbourg et le Paris SG. À la suite de cet incident les Messins affichent une banderole particulièrement déplacée, qui transforme la rivalité en véritable haine entre les deux clubs
Lors du derby Strasbourg-Metz du 21 décembre 2000, le club alsacien mène à domicile 1-0 sur un but de Danijel Ljuboja lorsque, à la 67e minute de jeu, l'arbitre assistante Nelly Viennot est blessée au tympan par un pétard jeté depuis une tribune affectée aux supporters strasbourgeois,. La rencontre est alors interrompue. Le match est rejoué quatre mois plus tard le 11 avril 2001 et un huis clos est imposé par la Ligue de football professionnel (LFP). Dans un stade de la Meinau désert, le FC Metz remporte la rencontre sur le score de 1-0, mais c'est finalement le RC Strasbourg qui obtient le gain du match sur tapis vert en raison de la présence dans le but messin de Faryd Mondragón, reconnu ensuite coupable de jouer avec un faux passeport grec dans le cadre de l'affaire des faux passeports.
Le 13 décembre 2004, les deux clubs déposent plusieurs plaintes à la suite d'incidents. En 2006, la LFP porte plainte. En 2007, des supporters messins mécontents lancent des projectiles et tentent d'envahir la tribune des visiteurs. Les CRS sont obligés d'intervenir et le match est arrêté à deux reprises durant six minutes. Quelques jours plus tard, le dossier est mis en instruction.

## Chez les féminines
Le "derby de l'Est" entre le FC Metz et le RC Strasbourg-Alsace existe aussi chez les féminines depuis la montée en Division 2 du RCSA lors de la saison en 2021-2022 (aucun derby de joué en raison de l'arrêt du championnat dû au Covid-19). Cette rencontre attire énormément de supporters du côté du FC Metz pour un match de football féminin en seconde division.
Le bilan est en la faveur du RC Strasbourg-Alsace avec trois victoires sur quatre matchs pour une seule victoire pour le FC Metz.
| Saison    | Championnat | Rencontre       | Rés. | Date             | Buteuse(s) pour Strasbourg | Buteuse(s) pour Metz                  | Spectateurs |
| --------- | ----------- | --------------- | ---- | ---------------- | -------------------------- | ------------------------------------- | ----------- |
| 2022-2023 | Division 2  | Strasbourg-Metz | 3-2  | 21 janvier 2023  | Latifah Abdu 19e, 63e, 72e | Amélie Delabre 10e, Océane Picard 92e | 126         |
| 2022-2023 | Division 2  | Metz-Strasbourg | 2-0  | 21 mai 2023      | -                          | Inès Boutaleb 8e, Amélie Delabre 20e  | 450         |
| 2023-2024 | Division 2  | Strasbourg-Metz | 1-0  | 26 novembre 2023 | Laurine Hannequin 67e      | -                                     | 221         |
| 2023-2024 | Division 2  | Metz-Strasbourg | 0-2  | 21 avril 2024    | Kenza Chapelle 21e, 51e    | -                                     | 419         |

## Autres derbies de l'Est

### Entre RC Strasbourg et AS Nancy-Lorraine
La confrontation entre RC Strasbourg et AS Nancy-Lorraine est parfois également dénommée derby de l'est.

### Entre AS Nancy-Lorraine et FC Sochaux
La réalité de ce derby est controversée. À la suite de la chute du RC Strasbourg en National puis en championnat amateur, et à l'enlisement du FC Metz en Ligue 2 et National, les médias auraient créé un derby de toutes pièces entre AS Nancy-Lorraine et FC Sochaux-Montbéliard. Ils lui auraient alors donné la dénomination Derby de l'Est, bien que celle-ci fasse référence pour les supporters au match FC Metz-RC Strasbourg. À l'opposée, le journal Le Pays écrit qu'il y a « rivalité historique entre les clubs et leurs supporters » et « haine réciproque ». Le FC Sochaux, sur son site officiel, utilise la dénomination Derby de l'Est.
Depuis 1947, les deux clubs se sont affrontés 87 fois, en Division 1 / Ligne 1, en Coupe de la Ligue, et en coupe de France. Sochaux a remporté 34 confrontations, contre 27 pour Nancy, et 26 matchs nuls.